# سانحه شناور پشتیبان کنارک
حادثهٔ شناور پشتیبان کُنارَک در ۲۱ اردیبهشت ۱۳۹۹ به دلیل برخورد موشک شلیک‌شده از ناو جماران نیروی دریایی ارتش  به شناور پشتیبان کنارک رخ داد.
حادثه روز یکشنبه در نزدیکی بندر جاسک، ۷۹۰ مایل جنوب شرقی تهران، در دریای مکران (عمان) رخ داد که در این حادثه ۱۹ نفر جان باختند و ۱۵ نفر نیز زخمی شدند.
همچنین ناوچه کنارک آسیب کلی دیده و خدمه مصدوم آن به بندر چابهار منتقل شده‌اند.

## علت حادثه

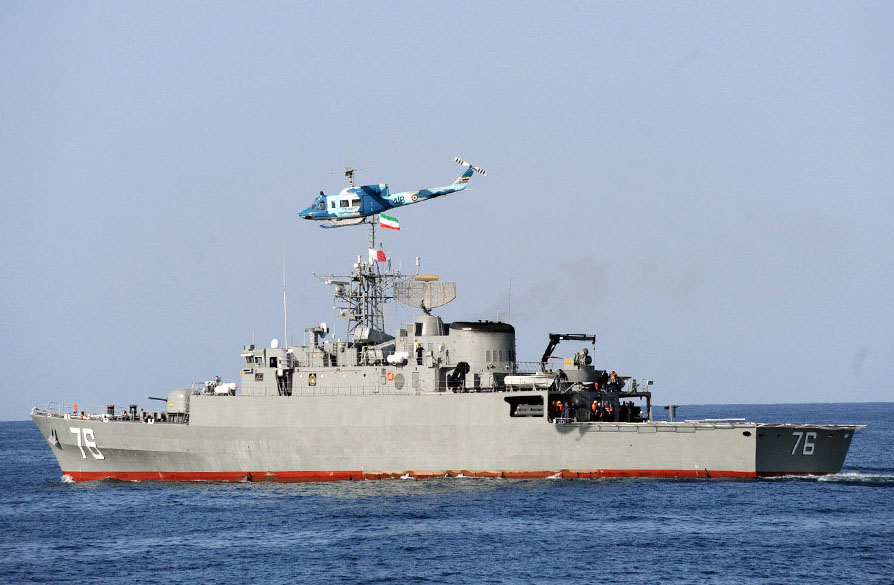
ناوچه جماران

- در اطلاعیه‌ای که ارتش جمهوری اسلامی ایران در تأیید این حادثه منتشر کرد، هیچ‌گونه اشاره‌ای به چگونگی وقوع این حادثه و گزارش خبرنگاران حاضر در محل مبنی بر شلیک اشتباهی ناو جماران به ناوچه کنارک نشده است. پیش از آن برخی از خبرنگاران ایرانی به نقل از گزارش‌های غیررسمی از «شلیک اشتباهی موشک کروز از ناو جماران» به سوی ناوچهٔ کنارک در حین انجام مانور خبر داده بودند.[۸]
- علت حادثه اشتباه محاسباتی در تمرین نیروی دریایی ایران و موجب هدف قرار گرفتن ناوچه خودی و کشته شدن جمعی از پرسنل نیروی دریایی اعلام شد.[۹]
- شماری از روزنامه‌نگاران و همچنین کاربران شبکه‌های اجتماعی به گزارش‌های تأیید نشده‌ای از قبیل، شلیک «موشک قدیر» از ناو جماران کرده‌اند.[۱۰]
- سایت دیفنس ورلد نت طی گزارشی مطرح کرده است که ناوچه ایرانی به‌خاطر مین بدکارگذاری شده منفجر شد نه با اصابت موشک.[۱۱]
- سایت رادیو فردا طبق گزارشی که از خبرگزاری واشینگتن پست منتشر شده بود به احتمال دخالت اسرائیل در این حادثه پرداخت و یکی از مقامات اسرئیلی هم به صورت تلویحی به این موضوع واکنش مثبت نشان داد.[۱۲]

## شناور پشتیبان کنارک
شناور پشتیبان کنارک از جمله شناورهای پشتیبانی کلاس هندیجان است. این ناوچه ساخت کشور هلند است. محمدرضا شاه پهلوی اندکی پیش از انقلاب بهمن ۵۷ آن را برای خدمت در نیروی دریایی شاهنشاهی ایران خریداری کرد. بعد از چند سال خدمت در سال‌های دهه ۶۰، نوسازی شد و بار دیگر از مهر ۹۷ به نیروی دریایی پیوست.
شناور پشتیبان کنارک با ۴۷ متر طول، ۸٫۵ متر عرض و ۴۴۷ تن وزن و آبخور ۲٫۹ متر با قابلیت حمل بار (۴۰ تن) و نفرات به تعداد ۲۰ نفر بوده است. علاوه بر این در زمینه تجهیزات رزمی نیز این کلاس از یک قبضه توپ ۲۰ میلیمتری برخوردار است و همچنین ۴ پرتابگر موشک کروز ضدکشتی نور نیز برای شلیک علیه اهداف سطحی بر روی آن نصب می‌شده است.

## کشته‌شدگان

تصویر چند نفر از افراد کشته‌شده در حادثه

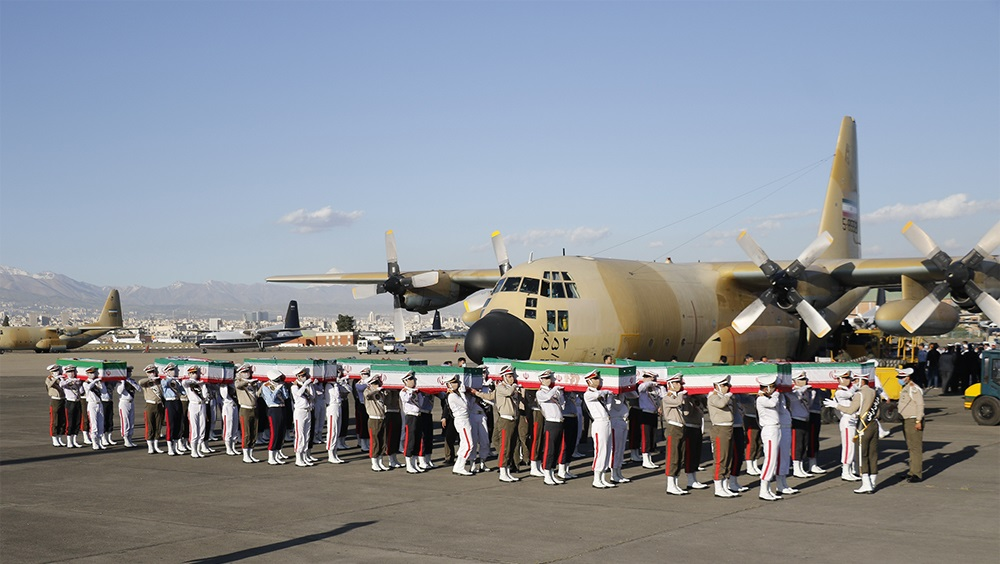
مراسم تشییع پیکر کشته‌شدگان در پایگاه شکاری مهرآباد

۱۹ نفر در این حادثه کشته شده‌اند.

### افراد کشته‌شده
اسامی کشته‌شدگان حادثه شناور کنارک:
1. ناوبان دوم الکترونیک، جعفر کوهی
2. ناوبان دوم عرشه، اسماعیل پورخسرو
3. ناوبان دوم مکانیک، مصطفی پویانفر
4. ناوبان سوم برق، مهدی رازی
5. استوار عرشه، حسین سپهری اهرمی
6. ناو استوار عرشه، عادل قاسم‌زاده
7. ناو استوار دوم برق، سید منصور موسوی نژاد
8. ناو استوار دوم مکانیک، سعید یاراحمدی
9. ناو استوار دوم عرشه، سید حامد جعفری
10. مهناوی یکم برق، مهدی هاشمی خواه
11. مهناوی یکم مکانیک، آرش پاکدل
12. کارمند آشپزخانه، محمد ابراهیم کاظمی
13. سرباز وظیفه، فخرالدین فلک نازی
14. ناو استوار یکم تفنگدار، سید مرتضی خادمی حسینی
15. مهناوی یکم تفنگدار، رضا دهقانی
16. مهناوی یکم تفنگدار محمد افشون فر
17. مهناوی یکم غواص، محمد اردنی
18. مهناوی دوم جوشکار، آرمان سرحدی
19. استوار برق، محمد صیادی

## واکنش‌ها
افرادی چون علی لاریجانی رئیس مجلس شورای اسلامی، محمدجواد ظریف، سید عبدالرحیم موسوی، فرمانده ارتش، حسین سلامی فرمانده کل سپاه در پی رخ دادن این حادثه واکنش نشان دادند.
- شاهین تقی‌خانی، سخنگوی ارتش ایران بعد از حادثه گفت: «در رزمایش‌هایی که نیروی دریایی انجام می‌دهد، شرایط منطبق با صحنه‌های واقعی نبرد ایجاد می‌شود و طبیعی است در رزمایش‌ها و کارهای بزرگی که صورت می‌گیرد، مخاطراتی هم وجود دارد و ممکن است اتفاقات ناگواری هم رخ بدهد».[۱۶]
- رضا پهلوی در بیانیه‌ای، از این شلیک اشتباهی نظامیان به نیروهای خودی که شاید در میان نیروهای نظامی سایر کشورها هم اتفاق بیافتد، انتقاد کرد.[۱۷] وی افزود: «به عنوان یک سرباز، خود را با خانواده‌های مصیبت‌دیدهٔ نیروی دریایی هم‌درد می‌دانم و برای‌شان صبر و شکیبایی آرزو می‌کنم.»[۱۸]
- در ۱۴ ماه مه، فرماندهی مشترک نیروهای نظامی آمریکا، همدردی خود را با ایران برای این حادثه اعلام کرد. در بیانیه‌ای که توسط سروان بیل اربان، سخنگوی مرکز فرماندهی مرکزی آمریکا خوانش کرد. همزمان اربان ایران را به خاطر برپایی مانور نظامی در نزدیکی تنگه هرمز که یک پنجم نفت جهان از آن عبور می‌کند مورد انتقاد قرار داد.[۱۹][۲۰]
- رید فاستر، تحلیلگر توانمندی نظامی ارشد در جینز، یک مؤسسهٔ تحلیل امنیتی گفت: «شاید بزرگ‌ترین تأثیر روی ارتش و دولت ایران این باشد که این دومین حادثهٔ برجسته در کمتر از ۶ ماه است که اشتباه در هدف‌گیری موشکی منجر به از دست رفتن جان‌های زیادی می‌شود.»[۲۱]